# وو دي (تنس)
وو دي (بالصينية التقليدية:吳迪) (بالصينية المبسطة:吴迪) مواليد 14 سبتمبر 1991 في ووهان، هو لاعب كرة مضرب صيني بدأ مسيرته كمحترف سنة 2007 يلعب باليد اليمنى. أعلى تصنيف له في الفردي كان المركز الـ 161 في سنة 2013. أعلى تصنيف له في الزوجي كان المركز الـ 327 في سنة 2015.

## النهائيات
| الحصيلة | الرقم | التاريخ       | الدورة           | الأرضية | المنافس     | النتيجة       |
| ------- | ----- | ------------- | ---------------- | ------- | ----------- | ------------- |
| الوصافة | 1.    | 30 يوليو 2012 | بكين             | صلبة    | غريغا جميا  | 3–6, 0–6      |
| الفوز   | 1.    | 31 يناير 2016 | بطولة ماوي للتنس | صلبة    | كايل إدموند | 4–6, 6–3, 6–4 |

## روابط خارجية
- وو دي على موقع رابطة محترفي التنس (الإنجليزية)
- وو دي على موقع الاتحاد الدولي لكرة المضرب (الإنجليزية)
- وو دي على موقع كأس ديفيز (الإنجليزية)
- وو دي على موقع خلاصة التنس.كوم (الإنجليزية)
- وو دي على موقع اللجنة الأولمبية الصينية (الإنجليزية)